# 三崎峠の戦い
三崎峠の戦い（みさきとうげのたたかい）は、戊辰戦争のひとつ秋田戦争で、新政府軍と庄内藩軍が鳥海山中腹の三崎峠（現在の秋田・山形県境）付近で交戦した戦いである。

## 経緯
慶応4年7月10日（1868年8月27日）、久保田藩・亀田藩・本荘藩（本庄藩）・佐賀藩兵は、本荘藩領の塩越（現在の秋田県にかほ市）に到着した。13日午前6時、三崎峠を越えて小砂川まで進出していた庄内軍を攻撃した。正面を亀田軍が攻めあぐねていたので、佐賀軍が側面砲撃したところ、庄内軍は三崎峠に退却した。
しかし庄内軍に援軍が到着して、地の利もあり優勢になり、新政府軍は小砂川に押し戻された。
7月16日、総督府監軍山本登雲助（山口藩士）のもと、秋田遊撃隊・亀田軍・本荘軍・矢島軍と佐賀藩の砲兵隊が加わり、再び三崎峠を突破して女鹿（現在の山形県飽海郡遊佐町）の庄内軍陣地を急襲した。
新政府軍はさらに南の滝ノ浦まで進んだが、吹浦から出撃した庄内軍によって包囲されて苦戦に陥り、塩越に退却した。